# ダニエル・チャポ
ダニエル・フランシスコ・チャポ（葡: Daniel Francisco Chapo, 1977年1月6日 - ）は、モザンビークの政治家、弁護士、法学者。2025年から同国第5代大統領を務める。2016年から2024年まではイニャンバネ州知事を歴任。かつてはFRELIMOの事務総長も務めた。1975年のモザンビーク独立後に生まれた大統領としては初である。

## 生い立ち
ソファラ州イニャミンガ出身。1986年に隣町のドンドへ移住し、中等教育をそこで受けた。
2000年にエドゥアルド・モンドラーネ大学で法学の学位を取得。2014年にモザンビーク・カトリック大学で開発管理学の修士を取得。1997年から1998年までベイラのラジオ局でラジオパーソナリティとして働き、2003年から2004年までマプトのテレビジョン・ミラマーでキャスターを務めた。2005年にはナカラ市長も歴任。2007年から弁護士となり、2009年にはマプト教育大学で法学の講師として教鞭を取った。同年にFRELIMOに入党。
2016年3月4日、イニャンバネ州知事に就任。2024年5月5日、FRELIMO中央委員会はチャポを大統領選挙候補に推薦。予備選挙で党内から過半数の票を得た。
前任のフィリペ・ニュシ大統領は憲法で明記されている3選禁止の規定に伴い、不出馬であった。大統領選挙に専念するため、イニャンバネ州知事を辞任。後任のエドゥアルド・ムッサンハネに引き継いだ。モザンビークではFRELIMOが一党優位政党制にあるため、選挙前からチャポの当選は確実であった。
同年10月24日、選挙管理委員会は同月15日に執行された大統領選挙でチャポが71%を獲得し当選したと発表。20%の得票を得たベナンシオ・モンドラーネ候補は選挙結果に対し、不正と抗議。翌日にはモンドラーネ支持者によるデモが勃発し、一時的に国内のインターネットも使用できなくなった。デモは数ヶ月も継続され、250人の死者を出す大惨事となった。
2025年1月15日に大統領就任。17日にマリア・ベンビンダ・レヴィを新首相に任命した。